# Malab Masud Zukar
Malab Masud Zukar (arab. ملعب مسعود زوقار) – wielofunkcyjny stadion położony w Algierii, w miejscowości Al-Ulma. Głównie używany do rozgrywania meczów piłkarskich. Aktualna siedziba klubu Muludijja al-Ulma. Stadion ma pojemność 25 000 osób. 